# 边仁善
边仁善（韓語：변인선，1946年3月11日—2015年1月14日 ）朝鲜人民军军官，2003年7月晋升为上将军衔。2010年9月当选劳动党中央委员会委员，10月任朝鲜人民武装力量部副部长，并出访中国。2011年12月朝鲜国防委员长金正日逝世时，边仁善为国家葬礼委员会成员。
2012年3月，朝鲜中央广播电台介绍了朝鲜人民军第4军军长为边仁善，接替曾主导2010年年末朝韩延坪岛炮击事件的第4军军长金格植。
2013年8月人民军总参谋部作战局局长李永吉升任总参谋长后，边仁善接任作战局长。
2015年1月，边仁善被处决，此职由金春三上将接替。